# Saison 1 d'Inspecteur Barnaby
Chronologie
Meurtres à Badger's Drift (téléfilm) Saison 2
Cet article présente la première saison de la série télévisée Inspecteur Barnaby.

## Distribution

### Acteurs principaux
- John Nettles (VF : Hervé Jolly) : l'inspecteur Tom Barnaby
- Daniel Casey (VF : Antoine Nouel) : le sergent Gavin Troy

### Acteurs récurrents
- Jane Wymark (VF : Monique Nevers) : Joyce Barnaby (épisode 4)
- Laura Howard (VF : Géraldine Giraud) : Cully Barnaby (épisode 4)
- Barry Jackson (en) (VF : Claude d'Yd) : Dr George Bullard (épisode 4)
- Neil Conrich : Angel (épisodes 1 et 2)

## Liste des épisodes
1. Écrit dans le sang
2. Mort d'un pantin
3. Fidèle jusqu'à la mort
4. Le Masque de la mort

### Épisode 2:Mort d'un pantin
- Grande-Bretagne : 29 mars 1998
- États-Unis : 18 décembre 1998
- France :

- Assistants réalisateurs : Chris Alexander, Natalie Segal et Vaughan Watkins
- Production : Brian True-May et Betty Willingale (producteur), Delia Fine (producteur exécutif),  Veronica Castillo (producteur associé), Bentley Productions (société de production)
- Musique originale : Jim Parker
- Directeur de la photographie : Nigel Walters
- Montage : Derek Bain
- Décors : Don Giles
- Costumes : Reg Samuel

- Sarah Badel (Rosa Carmichael)
- Janine Duvitski (Deirdre Tibbs)
- Bernard Hepton (Harold Winstanley)
- Geoffrey Hutchings (Colin Smy)
- Richard Huw (Tim Young)
- Nicholas Le Prevost (en) (Esslyn Carmichael)
- Angela Pleasence (Doris Winstanley)
- Ed Waters (Nicholas, 'Nico', Bentley)
- Nic Woodeson (Avery Phillips)
- Denyse Alexander (Agnes Gray)
- Ian Fitzgibbon (David Smy)
- Debra Stephenson (Kitty Carmichael)
- Vivienne Moore (Jenny Evers)
- John Cater (Mr Tibbs)
- Hilary Crane (Mrs Maddox)
- Robert McIntosh (Charles Makepeace)
- Patricia Heneghan (Peggy Marshall)
- Michael Cronin (empereur Joseph)
- Elizabeth Tyrrell (Elderly lady)
- Megan Fisher (agent de police Hitchens)
- Eunice Roberts (présentatrice de télévision)
- Sonya Walger (Becky Smith)
- Alan Leith (Mr Green)
- Iain Fraser (agent de police)
- Catherine Bott (Solo voice)

Au village de Ferne Basset, le corps d'Agnes Gray est découvert noyé après avoir été violemment agressé. Pendant ce temps à Causton, les membres du club de théâtre amateur sont nerveux avant la première de leur pièce, Amadeus, qu'ils s'apprêtent à donner au théâtre de la ville.
Lieux de tournage
- Amersham (Buckinghamshire)
- Gerrards Cross (Buckinghamshire)
- Harefield (Hertfordshire)
- Latimer (Buckinghamshire)
- The Lee (Buckinghamshire)
- Wallingford (Oxfordshire)

### Épisode 3:Fidèle jusqu'à la mort
- Grande-Bretagne : 22 avril 1998
- États-Unis : 13 juin 1999
- France : 13 mai 2001

- Assistante réalisatrice : Samantha Barber
- Production : Brian True-May et Betty Willingale (producteurs), Delia Fine (productrice exécutive), Veronica Castillo (productrice associée), Bentley Productions (société de production)
- Musique originale : Jim Parker
- Directeur de la photographie : Chris O'Dell
- Montage : Derek Bain
- Décors : Jan Spoczynski
- Costumes : Reg Samuel

- Tessa Peake-Jones (Sarah Lawton)
- Roger Allam (Alan Hollingsworth)
- Michele Dotrice (Felicity Buckley)
- Paul Brooke (Nigel Anderson)
- Rosalind Ayres (Doreen Anderson)
- Eleanor Summerfield (Elfrida Molfrey)
- Peter Jones (Bunny Dawlish)
- Paul Chapman (Reg Buckley)
- Sophie Stanton (Brenda Buckley)
- Mark Bazeley (Gary Patterson)
- Alwyne Taylor (Dr Catherine Bullard)
- Andrew Powell (Vince Perry)
- David Daker (Harry Vellacott)
- Tom Mullion (Freddy)
- Ann Queensberry (Hermione)
- Neville Phillips (Richard)
- Lesley Vickerage (Simone Hollingsworth)

Lieu de tournage
- Little Marlow (Buckinghamshire)

### Épisode 4:Le Masque de la mort
- Grande-Bretagne : 6 mai 1998
- États-Unis : 28 août 1998
- France :

- Miles Anderson (Guy Gamelin)
- Diane Bull (Heather Beavers)
- Judy Cornwell (May Cuttle)
- Colin Farrell (Ken Beavers)
- Michael Feast (Ian Craigie)
- Stephen Moyer (Christopher Wainwright)
- Susan Tracy (Felicity Gamelin)
- Charles Kay (Arno Gibbs)
- Robert Pickavance (William Carter)
- Daniel Hart (Tim Riley)
- Tilly Blackwood (Trixie Channing)
- Anna Bolt (Suhami/Sylvie Gamelin)
- Mary Healey (Mrs Cook)
- Graham Turner (Raymond Jennings)
- Dolly Wells (Ava Rokeby)
- Ashley Artus (en) (Terry Lightfoot)
- Caroline Lintott (Researcher)
- Jon Glover (TV interviewer)
- Geoffrey Beevers (Newscaster)
- Siobhan O'Carroll (Waitress)

Lieux de tournage
- Amersham (Buckinghamshire)
- Cuddington (Buckinghamshire)
- Nether Winchendon (Buckinghamshire)
- Pednor (Buckinghamshire)